# Филопемен
Филопемен (на гръцки: Φιλοποίμην) или Филопоимен от Мегалополис е древногръцки военачалник и политик, стратег на Ахейския съюз (избиран осем пъти: през 208/7 пр.н.е., 206/5 пр.н.е., 201/200 пр.н.е., 193/2 пр.н.е., 190/189 пр.н.е., 189/8 пр.н.е., 187/6 пр.н.е., 183/2 пр.н.е.). Той е един от последните значими държавници в историята на Древна Гърция.
Произхожда от град Мегалополис в Аркадия. Роден през 253 пр.н.е., син на изтъкнат гражданин, Филопемен остава рано сирак. Той се насочва към военна кариера и подражава на известния тивански пълководец Епаминонд. Участва в Клеоменовата война (229/228-222 пр.н.е.) като отбранява Мегалополис срещу спартанците и командва кавалерия на страната на Ахейската лига. Добива известност благодарение на своя военен талант, нравственост и скромен начин на живот.
През 209 пр.н.е. Филопемен се отличава като кавалерийски командир във войната срещу Етолийската лига и още същата година е избран за стратег (главнокомандващ) на Ахейския съюз. Той провежда военна реформа с която да подобри ефективността на ахейската армия, в която въвежда тактиката на македонска фаланга, модернизира остарялото въоръжение, усъвършенства обучението на войниците, реорганизира конницата.
През 207 пр.н.е. армията на Ахейския съюз под командването на Филопемен разгромява спартанския тиранин Маханидас в битката при Мантинея, след което завоюва Тегея и достига до река Евротас в Лакония. През 205 пр.н.е. Набис, узурпатора на Спарта продължава войната срещу Ахейския съюз за надмощие в Пелопонес и завземат Месена. Филопемен побеждава спартанците през 201 пр.н.е. и възвръща Месена, но въпреки това не е преизбран за стратег в резултат от политическите машинации на неговите опоненти в Ахейската лига. Оскърбеният Филопемен заминава като наемен военачалник в Крит, където остава през следващите шест години. В това време Набис подновява атаките си в Пелопонес и обсажда Мегалополис.
Политическата ситуация в Гърция значително се променя след като през Втората македонска война (200 - 197 пр.н.е.) легионите на Римската република с помощта на етолийците побеждават армията на македонския цар Филип V, който окончателно губи хегемонията си в Елада. По време на тази война Ахейската лига се отмята от принудителния съюз с Македония и заема страната на Рим. След това, благодарение на интервенцията на римския военачалник Тит Квинкций Фламинин през 196 пр.н.е., спартанския тиранин Набис е разбит и прогонен. На Истмийдските игри в Коринт Фламинин тържествено оповестява свободата на Елада, под покровителството на Рим, въпреки че никоя от страните в Гърция, особено Етолия и Македония, не са удовлетворени от вмешателството и влиянието на римляните.

### Завоюване на Спарта
През 194 пр.н.е. римляните се оттеглят от Гърция, което дава възможност на Набис скоро да се върне на власт в Спарта, с подкрепата на етолийците. През 193 пр.н.е. Набис отново воюва срещу ахейците, което ги принуждава да потърсят помощта на Рим и да повикат Филопемен, избран за стратег. През 192 пр.н.е. Филопемен напредва срещу спартанците в Лакония по суша, въпреки поражението на ахейския флот от този на Набис. Намеренията на Филопемен да превземе Спарта са спрени от самия Фламинин, изпратен като дипломат от римска страна, с настояване да бъде изчакана помощта на римския флот. Това забавяне дава време на Набис да се обърне за съдействие към Етолийския съюз. Етолийците пращат подкрепления и връщат Набис в Спарта, но те след това го убиват и плячкосват града. Възползвайки се от хаоса и предателството на етолийците, Филопемен окупира Спарта и я присъединява официално към Ахейската лига.
След присъединяването на Спарта към Ахейската конфедерация е поставен въпроса каква държавна уредба трябва да бъде установена там. Филопемен е против традиционната спартанска монархия от тоталитарен тип и подкрепя про-олигархичната полисна демокрация, преобладаваща в останалите гръцки градове.
През 191 пр.н.е. се състои инванзията на селевкидския цар Антиох III Велики в Гърция. Римските легиони отново удържат победа, прогонват нашественика в Азия и санкционират етолийците за това че подпомагат техните противници (Спарта и Селевкидската империя). Междувременно в Лакония избухват вълнения срещу ахейската окупация (189/8 пр.н.е.), но размириците са потушени от армията на Филопемен, който разрушава стените на Спарта, отменя завинаги древните традиции и закони на спартанците и въвежда ахейско управление и институции. С това практически приключва историята на лакедемонската държава.

### Последни години
След победата над селевкидския цар, римляните дават разрешение на Филопемен да присъедини Елида и Месена, с което Ахейския съюз обхваща територията на цял Пелопонес. Въпреки че Филопемен се придържа към съюза с Рим, неговите независими действия като стратег на засилващата се конфедерация, влизат в разрез с плановете на римския Сенат за установяване на бъдеща римска хегемония в Елада, чрез разединяване и взаимно изтощаване между гръцките държави. Влиянието и успехите на Филопемен будят недоволството също и на неговите политически конкуренти в Ахейската лига.
През 183 пр.н.е. олигархичната про-римска групировка в Месена взема връх и обявява напускането на Ахейския съюз. Рим отказва да се намесва пряко, подкрепяйки негласно бунта и отцепването на Месена. Отново начело като стратег, Филопемен предприема военни действия срещу Месена, но в битка близо до града, ахейската кавалерия, предвождана лично от него, попада в клопка и е обкръжена от врага. Самият Филопемен е пленен от месенците, които го принуждават да извърши почетно самоубийство, изпивайки чаша с отрова. Урната с прахът му е пренесена от младия Полибий и е погребана в неговия роден град Мегалополис.
Животът на Филопемен, заедно с този на съвременника му Тит Квинкций Фламинин, е описан в „Успоредни животописи“ на Плутарх. Полибий, който участва в погребението на Филопемен, оставя много сведения за него в своята „Всеобща история“ и освен това създава негова биография, която днес е изгубена. Римските историци Тит Ливий и Юстин също пишат с уважение за него; географът Павзаний (2 век) споменава, че след смъртта на Филопемен, Гърция спряла да ражда велики мъже.